# Primera División (Uruguay) 1963
Die Saison 1963 der Primera División war die 60. Spielzeit (die 32. der professionellen Ära) der höchsten uruguayischen Spielklasse im Fußball der Männer, der Primera División.
Die Primera División bestand in der Meisterschaftssaison des Jahres 1963 aus zehn Vereinen, deren Mannschaften in den insgesamt 90 Meisterschaftsspielen jeweils zweimal aufeinandertrafen. Es fanden 18 Spieltage statt. Die Meisterschaft gewann Nacional Montevideo als Tabellenerster vor Peñarol Montevideo und den Montevideo Wanderers als Zweitem und Drittem der Saisonabschlusstabelle. Der Tabellenletzte Liverpool FC stieg aus der Primera División in die Segunda División ab. Torschützenkönig wurde mit 18 Treffern Pedro Rocha.

## Jahrestabelle
| Pl. | Verein                    | Sp. | S  | U | N  | Tore    | Diff. | Punkte |
| --- | ------------------------- | --- | -- | - | -- | ------- | ----- | ------ |
| 1.  | Nacional Montevideo       | 18  | 15 | 1 | 2  | 040:100 | +30   | 31     |
| 2.  | Peñarol Montevideo (M)    | 18  | 14 | 2 | 2  | 040:170 | +23   | 30     |
| 3.  | Montevideo Wanderers (N)  | 18  | 8  | 5 | 5  | 024:200 | +4    | 21     |
| 4.  | Centro Atlético Fénix     | 18  | 7  | 5 | 6  | 024:270 | −3    | 19     |
| 5.  | Racing Club de Montevideo | 18  | 7  | 4 | 7  | 024:250 | −1    | 18     |
| 6.  | Rampla Juniors            | 18  | 7  | 2 | 9  | 027:270 | ±0    | 16     |
| 7.  | Danubio FC                | 18  | 7  | 2 | 9  | 026:370 | −11   | 16     |
| 8.  | CA Cerro                  | 18  | 4  | 5 | 9  | 026:320 | −6    | 13     |
| 9.  | Club Atlético Defensor    | 18  | 3  | 2 | 13 | 016:310 | −15   | 08     |
| 10. | Liverpool FC              | 18  | 3  | 2 | 13 | 021:420 | −21   | 08     |

| (M) | Meister der vorangegangenen Saison  |
| (N) | Aufsteiger aus der Segunda División |